# DZ Privatbank Schweiz
Die DZ Privatbank (Schweiz) AG (Eigenschreibweise DZ PRIVATBANK) ist ein Kreditinstitut nach Schweizer Recht und eine 100%ige Tochtergesellschaft der DZ Privatbank. Sie gehört zur deutschen Genossenschaftlichen FinanzGruppe Volksbanken Raiffeisenbanken. Der Fokus der Bank liegt auf dem Private Banking, einschließlich Vermögensverwaltung und Beratungsdienstleistungen. Das verwaltete Vermögen der DZ Privatbank (Schweiz) AG lag 2023 bei 5,34 Milliarden Franken.
Die DZ Privatbank (Schweiz) AG beschäftigt aktuell rund 122 Mitarbeiter.

## Geschichte
Die DZ Privatbank (Schweiz) AG wurde 1975 unter dem Namen Bank europäischer Genossenschaften (BEG) mit Sitz in Zürich gegründet. Im Jahr 1987 wurde sie zur DG Bank (Schweiz) und 2001 zur Cosba Private Banking umbenannt. Anfang 2006 erfolgte die Umfirmierung in DZ Privatbank (Schweiz) AG. Seit 2011 ist das Institut eine 100%ige Tochtergesellschaft der DZ Privatbank S.A. mit Sitz in Luxemburg.

## Geschäftstätigkeit
In Zusammenarbeit mit den Niederlassungen der DZ Privatbank S.A. in Deutschland bietet die DZ Privatbank (Schweiz) AG den deutschen Genossenschaftsbanken und deren vermögenden Kunden Zugang zu Private-Banking-Dienstleistungen sowie einen Beratungs- und Buchungsstandort außerhalb der Europäischen Union und der Eurozone. Dadurch können Vermögen auf einen weiteren Rechts- und Währungsraum verteilt und die in diesem Raum verfügbaren Finanzdienstleistungen genutzt werden.
Das Angebot im Private Banking und Wealth Management richtet sich an vermögende Privatkunden, Unternehmer, Stiftungen und semi-institutionelle Kunden. Die Dienstleistungen umfassen hauptsächlich Anlageberatung und Vermögensverwaltung.
Im Geschäftsfeld Fondsdienstleistungen agiert die DZ Privatbank (Schweiz) AG als Depotbank und deren Tochtergesellschaft IPConcept (Schweiz) AG als Fondsleitung.
Der Schwerpunkt der Geschäftstätigkeit liegt in der Betreuung von Fondsinitiatoren, die grenzüberschreitend tätig sind, insbesondere in der Auflage und Verwahrung von in der Schweiz ansässigen Private-Label-Fonds.

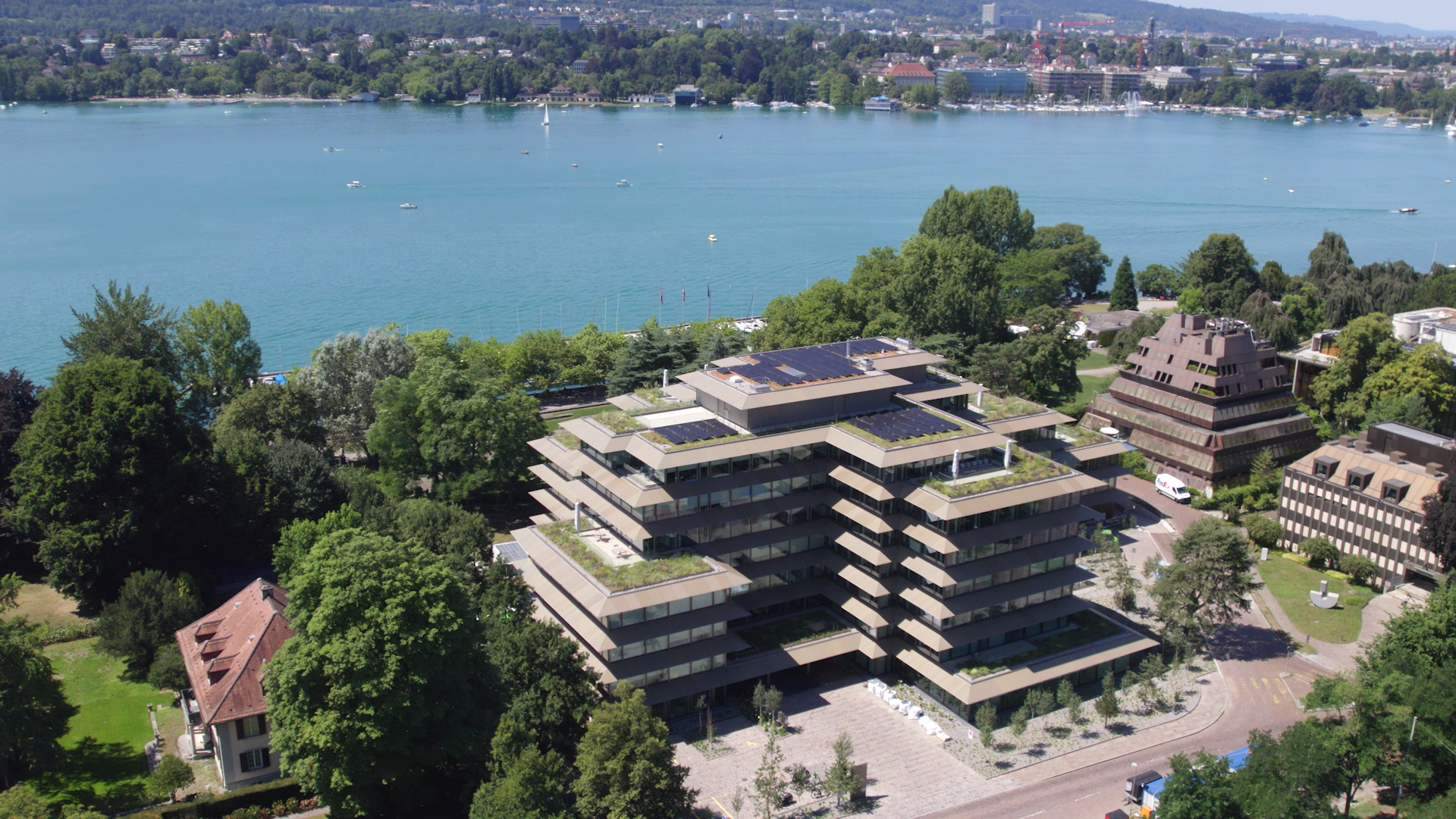
Zentrale in der Bellerivestrasse 2, Zürich

## Tochtergesellschaften
Eine 100%ige Beteiligung der DZ Privatbank (Schweiz) AG ist die Service-Verwaltungsgesellschaft IPConcept (Schweiz) AG.

## Anteilseigner
- Das Kapital der DZ Privatbank (Schweiz) AG wurde zum 31. Dezember 2023 zu 100 Prozent von der DZ Privatbank S.A. gehalten.[2]